# هه جیانگشین
هه جیانگشین (انگلیسی: He Jiangxin؛ زادهٔ ۱۹ اوت ۱۹۹۷) بازیکن هاکی روی چمن اهل چین است.